# Finale del campionato europeo femminile di calcio 2001
La finale del campionato europeo femminile di calcio 2001 si tenne il 7 luglio 2001 al Donaustadion di Ulma tra le nazionali femminili di Germania e Svezia terminata con la vittoria per 1-0 delle tedesche dopo i tempi supplementari che hanno così conquistato il titolo europeo per la quinta volta, la terza consecutiva. 

## Cammino verso la finale
Tedesche e svedesi furono inserite entrambe nel gruppo A, insieme a Russia e Inghilterra.
Il 23 giugno tedesche e svedesi si affrontarono nella partita d'esordio del gruppo A; ebbero la meglio le campionesse in carica grazie alla doppietta di Müller e alla rete di Meinert dopo il vantaggio svedese siglato da Ljungberg. Tre giorni dopo la Germania sconfisse nettamente la Russia per 5-0 con il gol nel primo tempo di Wiegmann, e dilagando nella ripresa con le reti di Prinz, Meinert e la doppietta di Smisek. Anche la Svezia vinse nettamente contro l'Inghilterra; terminò 4-0 con i gol di Törnqvist, Bengtsson, Ljungberg e Eriksson. Nella terza e ultima giornata, la Germania vinse 3-0 anche contro l'Inghilterra con le reti di Wimbersky, Wiegmann e Lingor passando il turno come prima del girone, mentre le svedesi sconfissero 1-0 la Russia concludendo il girone al secondo posto con 6 punti; eliminate Russia e Inghilterra.
Il 4 giugno, in semifinale a Ulma, le tedesche sconfissero la Norvegia per 1-0 con rete decisiva di Smisek. Nell'altra semifinale giocata nello stesso giorno sempre a Ulma le svedesi si trovarono di fronte la Danimarca in un derby tutto scandinavo; le norvegesi vinsero grazie al gol segnato da Nordlund dopo 9 minuti di gioco. Finì 1-0.

### Tabella riassuntiva del percorso
| Pos. | Squadra     | Pt | G | V | N | P | GF | GS | DR  |
| ---- | ----------- | -- | - | - | - | - | -- | -- | --- |
| 1.   | Germania    | 9  | 3 | 3 | 0 | 0 | 11 | 1  | +10 |
| 2.   | Svezia      | 6  | 3 | 2 | 0 | 1 | 6  | 3  | +3  |
| 3.   | Russia      | 1  | 3 | 0 | 1 | 2 | 1  | 7  | -6  |
| 4.   | Inghilterra | 1  | 3 | 0 | 1 | 2 | 1  | 8  | -7  |

| Pos. | Squadra     | Pt | G | V | N | P | GF | GS | DR  |
| ---- | ----------- | -- | - | - | - | - | -- | -- | --- |
| 1.   | Germania    | 9  | 3 | 3 | 0 | 0 | 11 | 1  | +10 |
| 2.   | Svezia      | 6  | 3 | 2 | 0 | 1 | 6  | 3  | +3  |
| 3.   | Russia      | 1  | 3 | 0 | 1 | 2 | 1  | 7  | -6  |
| 4.   | Inghilterra | 1  | 3 | 0 | 1 | 2 | 1  | 8  | -7  |

## Descrizione della partita
In una partita molto combattuta la Germania ha prevalso ai tempi supplementari sulla Svezia con un gol di Müller la quale ha realizzato il primo ed unico golden goal in un campionato europeo.
La partita si concluse sul 1-0 assicurando alla Germania il terzo titolo europeo consecutivo e il quinto delle ultime sette edizioni.

## Tabellino
| Arbitro: | Nicole Petignat |

|                 |           |  |
| Müller 98’ (gg) | Marcatori |  |

| Germania | Svezia |

| Germania (4-3-3) |    |                   |  |     |
|                  |    |                   |  |     |
| P                | 1  | Silke Rottenberg  |  |     |
| D                | 2  | Kerstin Stegemann |  |     |
| D                | 4  | Steffi Jones      |  |     |
| D                | 5  | Doris Fitschen    |  |     |
| D                | 17 | Ariane Hingst     |  |     |
| C                | 7  | Pia Wunderlich    |  |     |
| C                | 10 | Bettina Wiegmann  |  |     |
| C                | 16 | Renate Lingor     |  |     |
| A                | 6  | Maren Meinert     |  |     |
| A                | 8  | Sandra Smisek     |  | 55’ |
| A                | 9  | Birgit Prinz      |  |     |
| Sostituzioni:    |    |                   |  |     |
| A                | 12 | Claudia Müller    |  | 55’ |
| Selezionatore:   |    |                   |  |     |
| Tina Theune      |    |                   |  |     |

| Svezia (4-4-2)         |    |                   |     |     |
|                        |    |                   |     |     |
| P                      | 1  | Caroline Jönsson  |     |     |
| D                      | 2  | Karolina Westberg |     |     |
| D                      | 4  | Hanna Marklund    |     |     |
| D                      | 5  | Kristin Bengtsson |     |     |
| D                      | 7  | Sara Larsson      |     |     |
| C                      | 6  | Malin Moström     | 73’ |     |
| C                      | 8  | Tina Nordlund     |     | 91’ |
| C                      | 9  | Malin Andersson   |     |     |
| C                      | 15 | Therese Sjögran   | 28’ | 70’ |
| A                      | 10 | Hanna Ljungberg   |     |     |
| A                      | 11 | Victoria Svensson |     |     |
| Sostituzioni:          |    |                   |     |     |
| C                      | 14 | Linda Fagerström  |     | 70’ |
| C                      | 16 | Elin Flyborg      |     | 91’ |
| Selezionatore:         |    |                   |     |     |
| Marika Domanski-Lyfors |    |                   |     |     |

| Assistenti arbitrali: Ann Wenche Kleven (Norvegia) Sjoukje de Jong (Paesi Bassi) Quarto ufficiale: Rita Ruiz Tacoronte (Spagna) | Regole incontro: - 90 minuti. - 30 minuti di tempi supplementari se necessario. - Tiri di rigore se l'incontro finisce in parità. - Dodici atlete a disposizione come sostituti. - Tre sostituzioni massime durante l'incontro. |